# Alquería (Colômbia)
Productos Naturales de la Sabana S.A.S., que opera como Alquería, é uma empresa colombiana que produz alimentos, especialmente produtos lácteos e bebidas. Fundada entre 1958 e 1959, atualmente possui 7 unidades de processamento e 21 centros de distribuição em todo o país, o que a torna uma das empresas privadas com maior compra de leite e produtos lácteos na Colômbia. Alquería é um termo espanhol que significa "casa de campo", simbolizando os produtos frescnxos que dela provêm.